# Susannah (Roman)
Susannah (Originaltitel: The Dark Tower VI – Song of Susannah) ist der Titel eines im Jahr 2004 veröffentlichten Romans des Schriftstellers Stephen King und bildet den sechsten Band der achtbändigen, düsteren Fantasysaga, die unter dem Titel Der Dunkle Turm bekannt ist. Die Hintergründe dieses Romanzyklus sind im dortigen Artikel ausführlich dargestellt.

## Inhalt
Mit Hilfe alter Magie der Manni (einer Gruppierung innerhalb der Bewohner von Calla Bryn Sturgis), gelingt es dem Ka-Tet, die Tür zu öffnen. Entgegen dem ursprünglichen Plan landen Jake und Pere Callahan im New York des Jahres 1999 (dem Jahr und Ort, in und an dem Susanna-Mia gelandet ist), Eddie und Roland dagegen landen im Jahr 1977 (dem Jahr und Ort, in und an den Calvin Tower vor Balazar geflüchtet ist). Folgende drei Ereignisse laufen mehr oder weniger gleichzeitig ab:
1.) Susannah-Mia ist im New York des Jahres 1999, irgendwann am Nachmittag. In der roten Bowlingtasche findet sie eingenäht eine kleine Schildkröte, die hypnotisierende Wirkung auf alle Menschen zu haben scheint. Mit Hilfe der Schildkröte lässt sie sich von einem Fremden ein Hotelzimmer buchen und etwas Bargeld geben. Susannah erhält telepathisch eine Nachricht von Eddie, dass sie Mia hinhalten soll, weil Eddie gesehen hat, dass Jake und Callahan erst „eintreffen“ werden, wenn es dunkel ist. Susannah verspricht Mia, die Angst vor den vielen Menschen in dieser unbekannten modernen Welt hat, ihr zu helfen, wenn Mia ihr im Gegenzug die Wahrheit verrät: Die Wahrheit darüber, wessen Baby sie austrägt und wie es überhaupt dazu gekommen ist, dass Mia Besitz von ihr ergriffen hat. Einer der sechs Elementardämonen verkehrte mit Roland Deschain in weiblicher Form, speicherte sein Sperma und gab es in (wie der Leser später erfährt) veränderter Form in männlicher Gestalt an Susannah weiter, als diese im Steinring vergewaltigt wurde. Diesen Umstand nutzte Mia, um sich Susannah zu nähern. Folglich ist das Baby in Wahrheit Rolands Kind. Mias Wunsch nach einem eigenen Kind war so stark, dass sie von Sayre, einem Diener des Scharlachroten Königs, benutzt und mit dem Versprechen betrogen wurde, dass sie das Kind aufziehen dürfe. Rolands Kind soll Roland töten und der größte Brecher werden, der die letzten bestehenden Balken zum Einstürzen bringen kann. Obwohl Susannah immer wieder auf Mia einredet, dass sie von Sayre betrogen werde, glaubt ihr diese nicht und begibt sich am frühen Abend auf den Weg ins Dixie Pig, den Ort, an dem sie ihr Kind auf die Welt bringen soll. Als sie dort eintrifft, ist das Lokal voll von niederen Männern (siehe Stephen Kings „Atlantis“) und Vampiren. Mia verlässt Susannahs Körper und beide Frauen werden auf Betten gelegt und mit Metallkappen geistig miteinander verbunden. Am Ende werden die Wehen stärker und das Baby kommt auf die Welt.
2.) Gleichzeitig landen Jake und Callahan in New York und begegnen dem Priester, dem zuvor auch Susannah schon begegnet ist. Er teilt ihnen mit, dass sie in das Hotel gehen sollen, in dem Susannah-Mia ein Zimmer gemietet hat. Dort angekommen, öffnen sie den Zimmersafe und finden die Tasche mit Der Schwarzen Dreizehn. Nur Callahans Glaube kann die beiden davor bewahren, der Macht Der Schwarzen Dreizehn zu erliegen. Sie nehmen die Taschen mit der Kugel und den Orizas (den Wurftellern, die Susannah vor dem Kampf gegen die Wölfe erhalten hat) mit. Um zu verhindern, dass jemand die Kugel findet, sperren sie die Tasche in ein Schließfach im Erdgeschoss des World Trade Centers (obwohl King im Nachwort einräumt, dass es dort nie Schließfächer gab) und fahren anschließend ins Dixie Pig. Im Rinnstein vor dem Lokal finden sie die kleine Schildkröte, die Susannah ihnen in einem Moment von Mias Unachtsamkeit hinterlassen hat. Pere Callahan mit Jakes Ruger und Jake, mit den Tellern bewaffnet, beschließen, das Dixie Pig zu stürmen und Susannah zu befreien.
3.) Eddie und Roland werden im Jahr 1977 bereits von Balazars Männern erwartet, verraten von Mia, die durch das Lesen von Susannahs Gedanken genau wusste, in welches Wann und Wo die beiden wollten. Nach einer Schießerei gegen Balazars Männer, die sie mit Hilfe eines Einheimischen gewinnen, werden sie von diesem in sein Haus mitgenommen. Er ist eine Art Hausmeister für all die Ferienhäuser und kann den Revolvermännern sagen, wo sie Calvin Tower finden. Außerdem bestätigt er deren Verdacht, dass es den damals noch nicht sonderlich berühmten Schriftsteller namens Stephen King wirklich gibt und dass er ganz in der Nähe wohnt. Eddie und Roland machen sich auf den Weg zu Calvin Tower, wo sie nach langem Hin und Her einen Kaufvertrag aufsetzen, der die „Tet Corporation“ zum Besitzer des unbebauten Grundstücks in New York macht. Danach begeben sich die Revolvermänner zu Stephen King. Als dieser die beiden erblickt, flackert ein Wiedererkennen in seinen Augen auf, bevor er in Ohnmacht fällt. Nachdem er seine Fassung langsam wiedergewonnen hat, fragen ihn Eddie und Roland nach seinen Büchern. King erzählt ihnen, dass er angefangen habe, eine Geschichte zu schreiben, allerdings endet diese Geschichte an dem Punkt, an dem Roland Jake fallen lässt. King gesteht den Revolvermännern, dass er sich die Geschichte nicht ausgedacht habe, sondern nur geschrieben habe, was „durch ihn hindurch geflossen ist“, und aufgehört habe, an der Geschichte zu schreiben, weil er davor Angst bekommen habe. Roland hypnotisiert King und weist ihn an, weiter an der Geschichte zu arbeiten und den Besuch von Roland und Eddie zu vergessen.
Im Anhang sind Auszüge aus Stephen Kings Tagebuch zu finden, die teilweise erklären, wie King zu seinen Storys kam, woher er seine Inspirationen bekommen hat und wie sie mit „Der Dunkle Turm“ zusammenhängen. Das Buch endet mit einem fiktiven Zeitungsartikel, der über Kings Unfall berichtet, bei dem der Schriftsteller ums Leben kam.